# Église Saint-Loup du Lou-du-Lac
Pour les articles homonymes, voir Église Saint-Loup.
L'église Saint-Loup est une église située au Lou-du-Lac, en France.

## Localisation
L'église est située sur la commune du Lou-du-Lac, dans le département d'Ille-et-Vilaine.

## Historique
Le monument est inscrit au titre des monuments historiques par arrêté du 11 mai 2009.

## Description
D'un plan très simple, l'église romane est formée d'une nef rectangulaire donnant sur le chœur également rectangulaire par un arc triomphal. Les murs sans aucun contrefort sont montés en petit appareil, avec des inclusions de tuiles et briques romaines. Le mur nord présente des bandes d'opus sicatum et des fenêtres de plein cintre peu ébrasées qui sont positionnées haut sur le mur. Autant d'indices qui plaident pour une édification autour de l'an 1000. Au XVIIe siècle, l'église a été rallongée à l'ouest (partie portant le clocher) et doté d'une sacristie au sud du chœur. Les fenêtres du mur sud ont été modifiées.

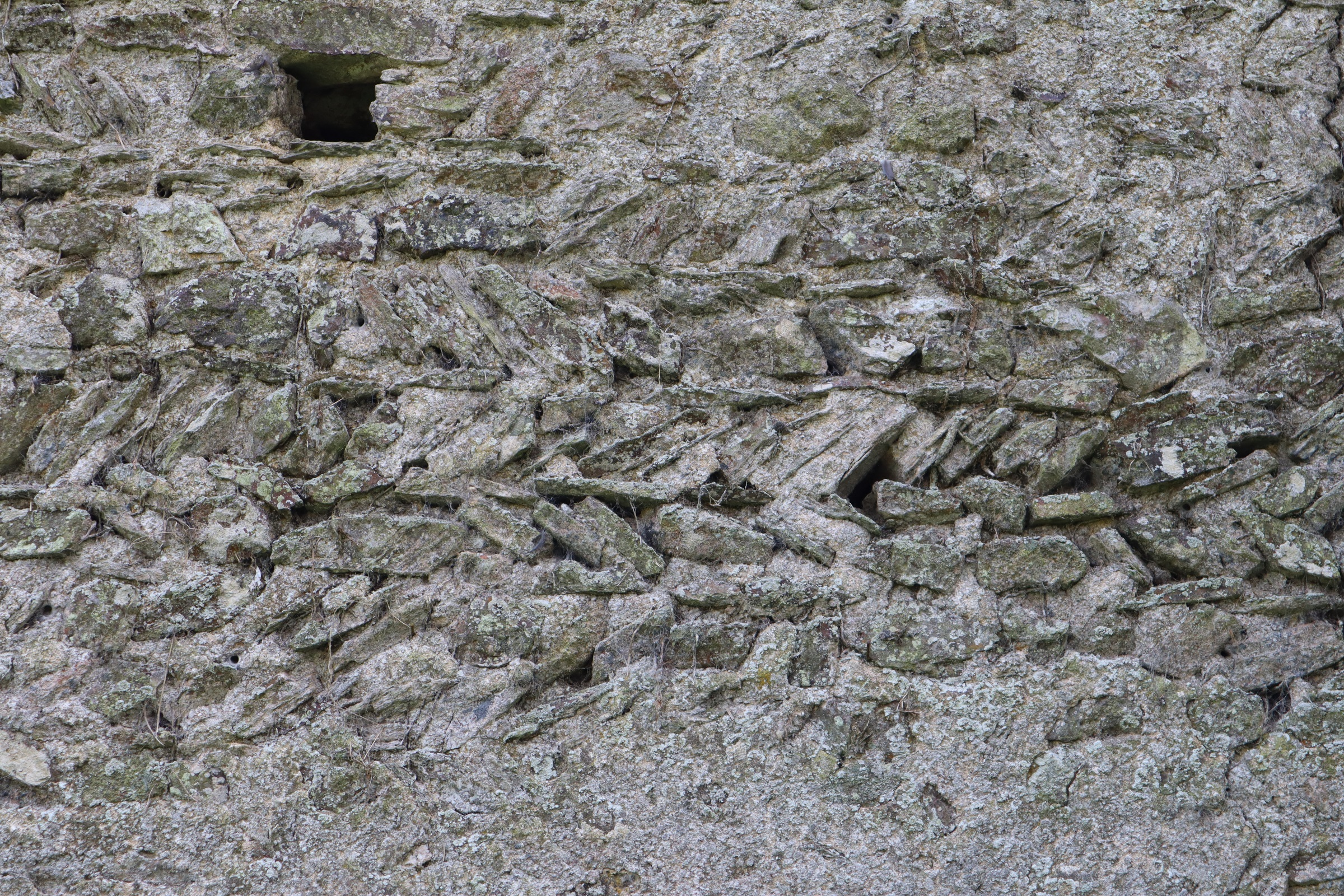
Opus sicatum
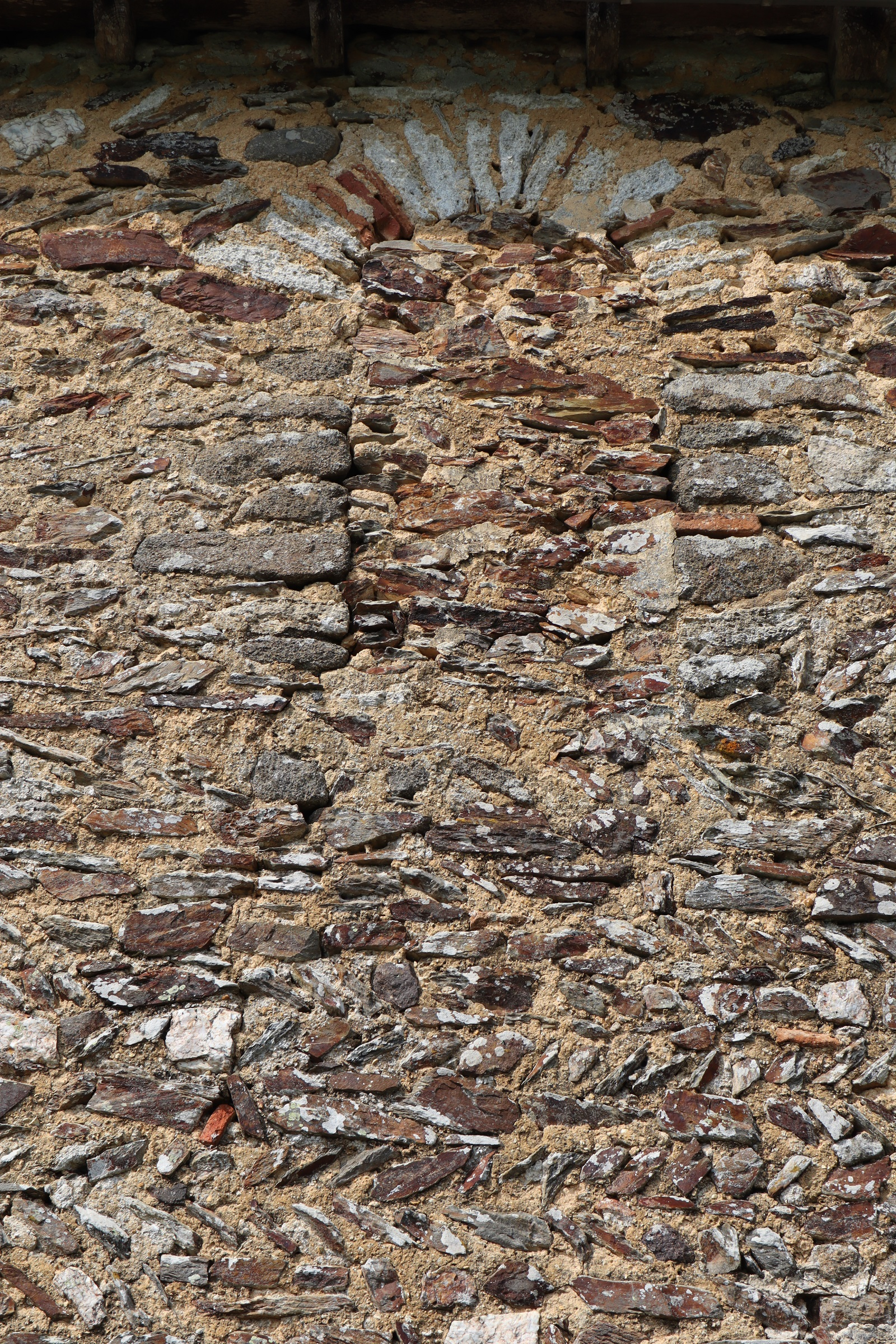
Trace de fenêtre murée dans le mur sud
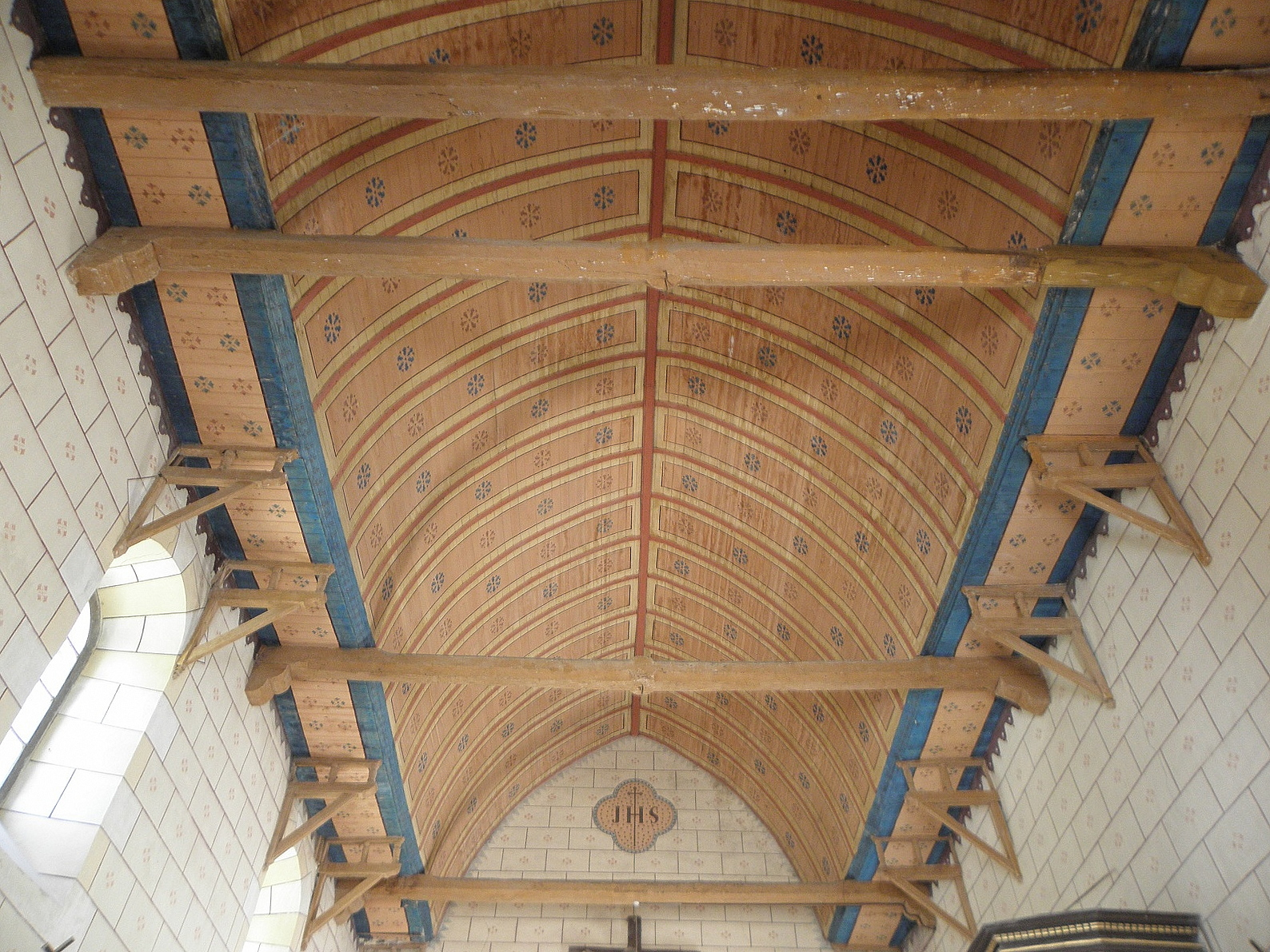
Intérieur